# Wohnhaus Franz-Liszt-Straße 4

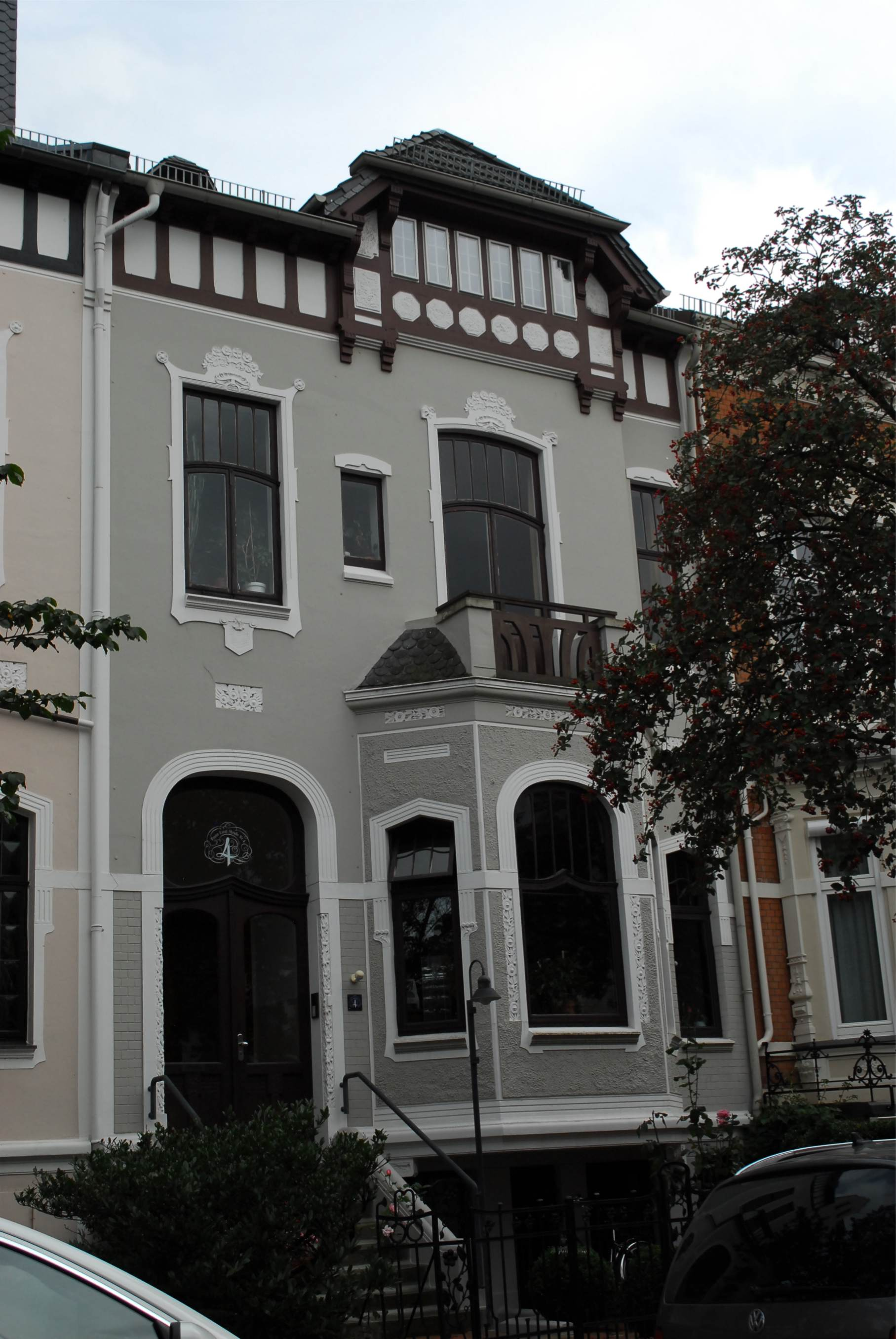
Haus Franz-Liszt-Straße 4

Das Wohnhaus Franz-Liszt-Straße 4 befindet sich in Bremen, Stadtteil Schwachhausen, Ortsteil Barkhof. Das Wohnhaus entstand 1897. Es steht seit 1976 unter Bremer Denkmalschutz.

## Geschichte
Das zweigeschossige, verputzte Haus mit Satteldach, Souterraingeschoss, dem prägenden Giebelaufsatz im Schweizerstil und dem Erker, wurde 1897 in der Epoche des Historismus gebaut.

Es fügt sich ein in eine zwei- bis dreigeschossige,  geschlossene Wohnbebauung der nach dem Komponist und  Pianist Franz Liszt benannten Straße.
Heute (2018) wird das Haus für Wohnungen genutzt.
Hinweis: Das angrenzende Wohnhaus Franz-Liszt-Straße 2A wurde vom selben Architekten in ähnlicher Weise entworfen. 